# Amy Acuff
Amy Lyn Acuff (Port Arthur, 14 de julho de 1975), é uma atleta dos Estados Unidos, especialista em salto em altura. Participou em cinco Olimpíadas entre 1996 e 2012. A sua melhor marca pessoal é de 2,01 metros e foi obtida no Weltklasse de Zurique em 15 de agosto de 2003.

## Início da carreira
Desde muito nova que Acuff mostrou interesse pelo atletismo, participando em provas de sprint e de salto em comprimento no liceu Calaleen da cidade de Corpus Christi, no sul do Texas. É aí que, aos 13 anos, começa a competir em provas de salto em altura com resultados muito interessantes para uma jovem adolescente. A sua elevada estatura leva-a a também competir na equipa de basquetebol do liceu.

Ao longo do tempo em que permanece no ensino secundário, os resultados no salto em altura revelam uma progressão invulgar: aos 15 anos passa 1.83 m e, com apenas 17 anos, ultrapassa a fasquia de 1.93 m.

## Carreira senior
Em 1993 Amy aceita uma bolsa na UCLA e muda-se para a Califórnia para estudar Biologia. Aí terá a sorte de ser treinada pelos conceituados técnicos Bob Kersee e Jeanette Bolden, integrando a élite do atletismo norte-americano. Em 1994 obtém a medalha de bronze nos Campeonatos do Mundo de Atletismo Junior, realizados em Lisboa. No ano seguinte arrebata o recorde nacional universitário, com a marca de 1.98 m.

Inicia então um percurso que a levará a vencer vários títulos nacionais indoor e outdoor e a alcançar a medalha de ouro nos Jogos Universitários de 1997. Tem sido também finalista nas principais competições internacionais.

### Participações internacionais
| Evento                                | Rank | Marca (m) | Local                   | Data       |
| ------------------------------------- | ---- | --------- | ----------------------- | ---------- |
| Campeonatos Mundiais de Juniores      | 9º   | 1.85      | Seoul, Coreia do Sul    | 1992-09-19 |
| Campeonatos Mundiais                  | 8º   | 1.93      | Gotemburgo, Suécia      | 1995-08-13 |
| Universíada                           | 1º   |           | Catania, Itália         | 1997-08    |
| Campeonatos Mundiais                  | 6º   | 1.92      | Atenas, Grécia          | 1997-08-08 |
| Final do Grande Prêmio IAAF           | 6º   | 1.93      | Fukuoka, Japão          | 1997-09-13 |
| Campeonatos Mundiais                  | 9º   | 1.93      | Sevilha, Espanha        | 1999-08-29 |
| Jogos Olímpicos de Verão de 2000      | 17º  | 1.80      | Sydney, Austrália       | 2000-09-28 |
| Campeonatos Mundiais de Pista Coberta | 4º   | 1.96      | Lisboa, Portugal        | 2001-03-09 |
| Campeonatos Mundiais                  | 10º  | 1.90      | Edmonton, Canadá        | 2001-08-12 |
| Final do Grande Prémio IAAF           | 2º   | 1.96      | Melbourne, Austrália    | 2001-09-09 |
| Campeonatos Mundiais de Pista Coberta | 10º  | 1.92      | Birmingham, Reino Unido | 2003-03-16 |
| Campeonatos Mundiais                  | 9º   | 1.90      | Saint-Denis, França     | 2003-08-31 |
| Jogos Olímpicos de Verão de 2004      | 4º   | 1.99      | Atenas, Grécia          | 2004-08-28 |
| Final do Grande Prémio IAAF           | 6º   | 1.95      | Monaco, Mónaco          | 2004-09-18 |
| Campeonatos Mundiais                  | 8º   | 1.89      | Helsinque, Finlândia    | 2005-08-08 |
| Campeonatos Mundiais de Pista Coberta | 13º  | 1.90      | Moscovo, Rússia         | 2006-03-11 |
| Final do Grande Prémio IAAF           | 5º   | 1.94      | Stuttgart, Alemanha     | 2006-09-09 |
| Taça do Mundo de Atletismo            | 3º   | 1.94      | Atenas, Grécia          | 2006-09-17 |
| Campeonatos Mundiais                  | 12º  | 1.94      | Osaka, Japão            | 2007-09-02 |
| Final do Grande Prêmio IAAF           | 5º   | 1.94      | Estugarda, Alemanha     | 2007-09-22 |
| Campeonatos Mundiais de Pista Coberta | 6º   | 1.95      | Valencia, Espanha       | 2008-03-09 |
| Jogos Olímpicos de Verão de 2008      | 9º   | 1.89      | Beijing, China          | 2008-08-21 |
| Campeonatos Mundiais                  | 12º  | 1.87      | Berlim, Alemanha        | 2009-08-20 |

## Actividades paralelas
Simultaneamente à sua carreira desportiva, Amy obtinha a sua licenciatura na Universidade da Califórnia em apenas quatro anos. O facto de ter continuado a viver em Los Angeles, tão perto das luzes da ribalta do mundo do espectáculo, levou-a, esporadicamente, a participar em actividades de modelo fotográfico, tendo posado para diversas revistas como, por exemplo, a Esquire, a Maxim e a FHM.

Actualmente é acupuncturista licenciada e é casada com o saltador Tye Harvey. Treina no centro de treinos de atletas de élite de Stockton, no norte da Califórnia, sob as ordens do técnico Dan Pfaff, juntamente com cerca de outros vinte atletas. Em setembro de 2004 Amy foi capa da revista Playboy, onde ela e mais algumas atletas das Olimpíadas apareceram completamente nuas.